# Ghislaine Maxwell

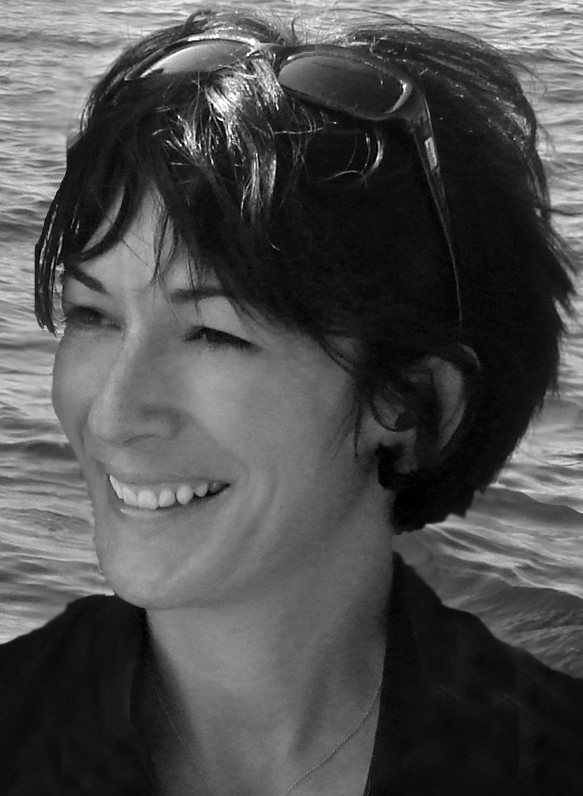
Ghislaine Maxwell (2007)

Ghislaine Noelle Maxwell (* 25. Dezember 1961 in Maisons-Laffitte, Yvelines, Frankreich) ist eine britisch-amerikanisch-französische Geschäftsfrau, die als Schlüsselfigur in der Epstein-Affäre gilt. Als langjährige Vertraute von Jeffrey Epstein wurde sie im Zuge seiner Festnahme im Juli 2019 beschuldigt, als Zuhälterin in einem Kindesmissbrauchsring gewirkt zu haben. Im Jahr 2020 wurde sie vom FBI festgenommen und im Jahr 2021 in fünf Anklagepunkten schuldig gesprochen. Seit 2022 sitzt sie eine 20-jährige Freiheitsstrafe ab, 2025 wurde sie in ein Gefangenen-Lager mit minimalen Sicherheitsvorkehrungen verlegt.

## Leben

### Jugend und Familie

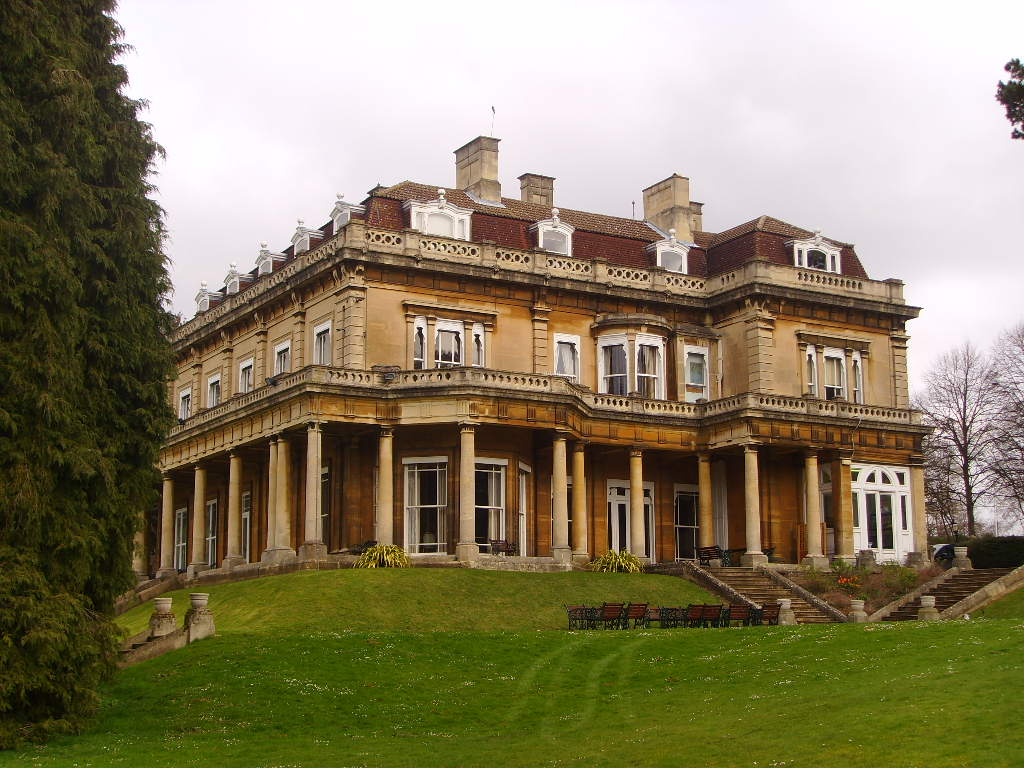
Headington Hill Hall, wo sie einen Großteil ihrer Jugend verbrachte und sich der Sitz der Pergamon Press ihres Vaters und Paul Rosbauds befand.

Maxwell wurde am 25. Dezember 1961 in Maisons-Laffitte nahe der französischen Hauptstadt Paris als neuntes Kind von Elisabeth Meynard (1921–2013), einer französischstämmigen Holocaustforscherin, und dem tschechoslowakisch-britischen Verleger Robert Maxwell (1923–1991; geboren als Ján Ludvík Hyman Binyamin Hoch) geboren. Robert Maxwell baute nach dem Zweiten Weltkrieg ein Verlagsimperium auf und machte eine politische Karriere im Vereinigten Königreich. Sie wuchs in Headington nahe Oxford auf dem weitläufigen Landsitz der Familie, Headington Hill Hall, im Osten der Universitätsstadt auf. Dort besuchte sie die Mädchenschule und später das Balliol College der Universität Oxford.
Maxwell gründete einen nach dem historischen Kit-Cat-Klub benannten Frauenclub in London und arbeitete, als ihr Vater Eigentümer von Oxford United war, als Direktorin des Fußballvereins. Außerdem arbeitete sie beim European, einer von ihrem Vater gegründeten Wochenzeitung.

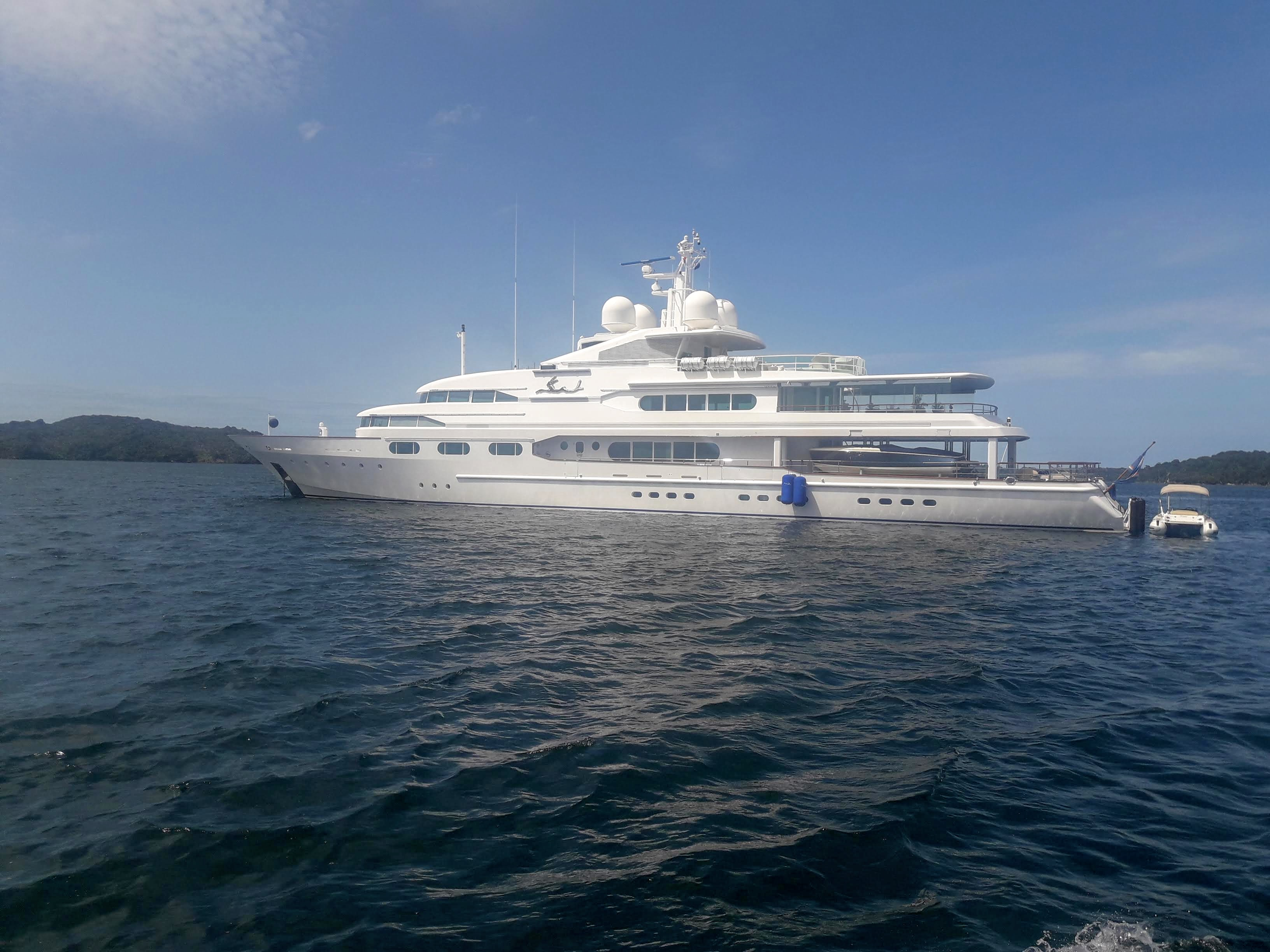
Die Luxusyacht Lady Ghislaine, die ihr Vater vom saudiarabischen Waffen-Milliardär Adnan Khashoggi kaufte und nach ihr benannte.

Ihr Vater starb im November 1991, während er mit seiner Hochseeyacht Lady Ghislaine vor den Kanarischen Inseln unterwegs war. Sein Leichnam wurde nackt in der Nähe von Teneriffa aus dem ruhigen Wasser geborgen. Sie behauptet, dass ihr Vater nicht durch Ertrinken im Suizid starb, sondern ermordet wurde. Nach seinem Tod brach sein Medienimperium zusammen; Ende 1991 lag die Konzernverschuldung bei drei Milliarden Pfund Sterling.
Ghislaine Maxwell lebte seit 2007 in Manchester-by-the-Sea im Haus von Scott G. Borgerson, der den von ihm gegründeten Hedgefonds CargoMetrics führte; er trat vom Vorstand im Oktober 2020 im Rahmen der Epstein-Affäre zurück. Maxwell und Borgerson führten eine Beziehung und heirateten 2016.

### Karriere
Nach 1991 siedelte Maxwell in die Vereinigten Staaten über. Sie zog nach New York City und lernte dort den Investmentbanker Jeffrey Epstein kennen. Sie stieg in der New Yorker Gesellschaft auf und pflegte Beziehungen zu Prominenten. In New York arbeitete sie kurzzeitig für ein Wohnungsunternehmen. Eine von ihr gegründete Werbemittelfirma war unrentabel und musste schließen.
Während dieser Zeit beschrieb sie sich als „Internetbetreiberin“. Sie besaß „einen erheblichen Anteil“ an der McKinley Group, einem Unternehmen, das im Januar 1992 von ihren Schwestern, den Zwillingen Christine Maxwell und Isabel Maxwell, zusammen mit Isabels damaligem Ehemann, David Hayden, gegründet wurde und Anbieter einer der ersten Internetsuchmaschinen (Magellan) war. Im Juni 1996 verkauften sie es gegen Aktien des Konkurrenzunternehmens Excite, die im Wert in die Höhe schnellten und den Schwestern ein gemeinsames Vermögen von 100 Millionen Pfund einbrachten, was ihnen 1999 einen Platz in der Sunday Times Rich List einbrachte.
2012 gründete Maxwell das TerraMar-Projekt zur Rettung der Weltmeere. Damit nahm sie an der ersten Versammlung des „Arctic Circle“ vom 12. bis 14. Oktober 2013 in Reykjavík im Konferenzzentrum Harpa teil. Ab 2015 zog sie sich von ihren sozialen Verpflichtungen zurück. Nach der Verhaftung Epsteins im Juli 2019 beendete sie das TerraMar-Projekt.

## Verbindungen zu Jeffrey Epstein
Maxwell und Jeffrey Epstein wurden seit 1991 öffentlich in Verbindung gebracht, wobei sie seine Freundin und Haushaltsmanagerin war.
Epsteins Ex-Angestellter aus der Villa in Palm Beach, Juan Alessi, sagte im Strafprozess gegen Maxwell aus, diese habe Anfang der 1990er Jahre bei ihrem Einzug in das Anwesen sofort die Leitung übernommen und die 58-seitige Broschüre Haushaltshandbuch eingeführt, in dem sie strenge Regeln aufstellte. In einem Abschnitt heißt es: „Denken Sie daran, dass Sie nichts sehen, nichts hören, nichts sagen, außer eine Frage zu beantworten, die direkt an Sie gerichtet ist.“ Alessi sagte aus, die Anweisungen als „eine Art Warnung“ verstanden zu haben. Nach Maxwells Aussagen sei sie zudem von 1999 bis 2006 Managerin von Epsteins Luxusimmobilien in New York, New Mexico, Frankreich und auf den Amerikanischen Jungferninseln gewesen.
In den frühen 2000er Jahren endete beider Romanze, und sie verabredete sich mit anderen Männern. Insgesamt überließ Epstein ihr zwischen 1999 und 2007 mindestens 30,7 Millionen US-Dollar, wie aus Beweismitteln der Anklage in ihrem Strafprozess 2021 hervorgeht.
2015 führte Virginia Roberts Giuffre einen Zivilprozess wegen Diffamierung gegen Maxwell. Sie behauptete, Maxwell habe sie 1999 für Epstein rekrutiert und danach mehrmals zu sexuellen Handlungen veranlasst, nachdem sie sich in Donald Trumps Privatclub Mar-a-Lago getroffen hatten. Maxwell bezeichnete die Anschuldigungen als „offensichtliche Lügen“, was zu dem Prozess führte. 2017 kam es zu einem Vergleich, der mehrere Millionen US-Dollar an Zahlungen an Giuffre beinhaltete. Viele weitere Klagen wurden gegen Maxwell geführt.
Im Jahre 2019 legte die Justiz in New York City Epstein die Vergewaltigung junger Frauen und minderjährige Mädchen und den Betrieb eines Sexhandelrings zur Last, er wurde verhaftet, konnte wegen seines Todes im Gefängnis aber nicht vor Gericht gestellt werden. 
Nach Epsteins Suizid in der Untersuchungshaft im August 2019 war Maxwells Aufenthaltsort unbekannt. Nach einer gerichtlichen Anhörung im Januar 2020 vor dem US-Bezirksgericht in Manhattan zu einem Streit mit Giuffre über die Offenlegung von Dokumenten erklärte Maxwells Anwältin, sie wisse nicht, wo sich ihre Mandantin befinde.

## Verurteilung wegen Sexualdelikten

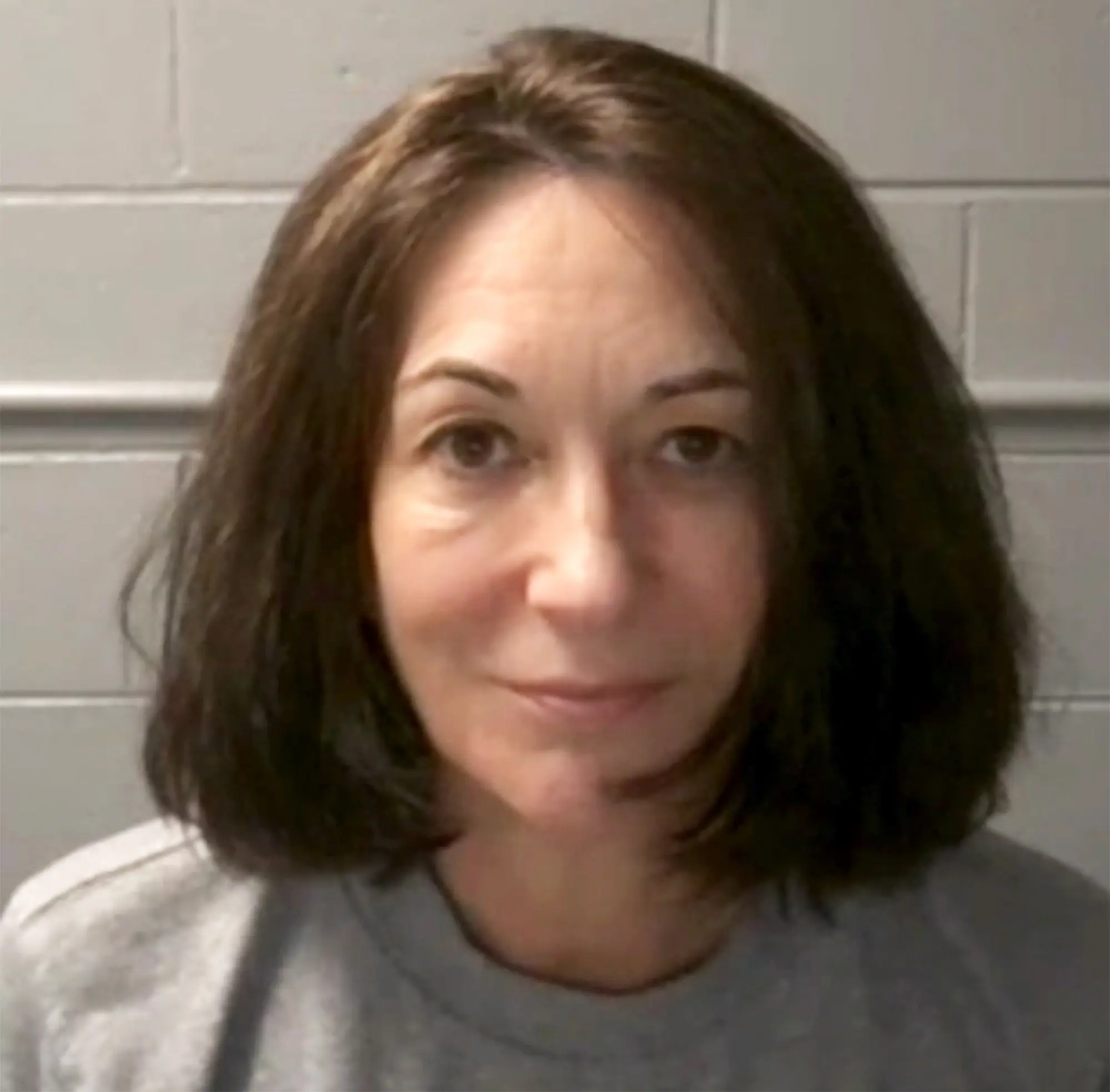
Polizeifoto, 2022, Metropolitan Detention Center, Brooklyn

Ein Jahr nach der Verhaftung Epsteins im Juli 2019 nahm das FBI Maxwell in einem abgelegenen Waldstück in Bradford in New Hampshire am 2. Juli 2020 fest. Dort hatte sie im Dezember 2019 ein Anwesen mit umliegenden 63 Hektar Land im Wert von ungefähr einer Million US-Dollar erworben und sich dort acht Monate lang versteckt. In der Anklageschrift des Bundesanwalts für Manhattan wurden Maxwell hauptsächlich Sexualdelikte in Zusammenarbeit mit Epstein in sechs Punkten vorgeworfen, darunter sexueller Missbrauch von Minderjährigen und Menschenhandel mit Kindern zwischen 1994 und 2004. Ihr wurde zudem die Rekrutierung Minderjähriger für sexuelle Handlungen mit Epstein vorgeworfen. Sie wurde bis zum Prozessbeginn im Metropolitan Detention Center (MDC) im New Yorker Stadtteil Brooklyn inhaftiert.
Am 29. Dezember 2021 wurde Maxwell in fünf von sechs Anklagepunkten schuldig gesprochen und am 28. Juni 2022 zu 20 Jahren Freiheitsstrafe und einer Geldstrafe von 750.000 US-Dollar verurteilt. Ihr drohte ein weiterer Strafprozess wegen Meineids während eines Prozesses gegen Epstein im Jahr 2015; die Staatsanwaltschaft erklärte sich jedoch im Januar 2022 bereit, diese Anklagepunkte fallenzulassen, falls Maxwell zügig verurteilt werde und nicht, wie von ihren Anwälten gefordert, eine Neuverhandlung ihres Falles zugesprochen bekomme. Ein Berufungsgericht bestätigte die Verurteilung im September 2024.

## Haft
Sie wurde ursprünglich in der Federal Correctional Institution, einem Bundesgefängnis mit niedriger Sicherheitsstufe in Tallahassee, Florida, mit geplantem Entlassungsdatum 17. Juli 2037 inhaftiert.
Am 1. August 2025 wurde sie in das Federal Prison Camp in Bryan, Texas verlegt. Das Gefangenen-Lager ist der niedrigsten von fünf Sicherheitsstufen zugeordnet, Maxwell fand dort deutlich leichtere Haftbedingungen vor. Die Gefangenenbehörde begründete das nicht.
Zuvor hatte der stellvertretende US-Justizminister Todd Blanche an zwei Tagen über neun Stunden Gespräche mit Maxwell im Gefängnis geführt. Nach der Präsidentschaftswahl in den Vereinigten Staaten 2024 hatte das öffentliche Interesse an Maxwell zugenommen, weil Donald Trump im Wahlkampf versprochen hatte, die Akten zum Fall seines früheren Vertrauten Epstein zu veröffentlichen. Im August 2025 erklärte Präsident Trump auf die Frage nach einer Begnadigung Maxwells, er dürfte das tun, aber niemand habe ihn darum gebeten, er wisse nichts über den Fall. Der Umgang mit den Epstein-Akten setzte die US-Regierung zunehmend unter Druck.

## Bibliografie
- Julie K. Brown: Perversion of Justice. The Jeffrey Epstein Story. Dey Street, 2021.
- Sarah Ransome: Silenced No More. Surviving My Journey to Hell and Back. HarperOne, 2021.
- Whitney Webb: One Nation Under Blackmail. The Sordid Union Between Intelligence and Organized Crime that Gave Rise to Jeffrey Epstein. Vol 1 & 2. Walterville, Oregon: Trine Day, 2022. (online)
  - Eine Nation unter Erpressung - Jeffrey Epstein, die Geheimdienste und das organisierte Verbrechen. Bd 1 und 2. Hamburg: Corage Media, 2025.

## Filmografie
- Ghislaine Maxwell: Stinkreich (englisch Ghislaine Maxwell: Filthy Rich). Regie: Maiken Baird, Lisa Bryant. 2022[48]
- Wer ist Ghislaine Maxwell? (englisch Who is Ghislaine Maxwell?)[49]
- Sexhandel in der High Society: Der Fall Ghislaine Maxwell, ZDFinfo 2022 auf YouTube